# Sámy Zoltán
Sámy Zoltán (Nagyvárad, 1903. augusztus 4. – Sopron, 1945. március 4.) hegedűművész, karmester, zeneszerző, 1944 októbere és decembere között az egész magyar zenei életért felelős nyilas kormánybiztosként az Operaház igazgatója.

## Élete
A Zeneakadémián hegedű és zeneszerzés tanulmányokat folytatott, hegedűtanári diplomát szerzett 1928-ban. Felvételt nyert az Operaházba, ahol két évadot töltött a zenekarban 1923-25-ben, majd az 1926-28-as valamint 1929-33-as évadban korrepetitorként működött. 1934-ben már a Budapesti Szimfonikus Zenekar vezető karmestere. Sámy vezényletével szólalt meg először a szovjet Sosztakovics zenéje az országban. A zenekar valószínűleg 1937-ig működött, s olyan kortársakat is játszottak, mint Paul Dessau és Jaromír Weinberger. Sámy 1936 őszén visszaszerződött az Operaházba, ahol a II. hegedű szólamban játszott. Zenekari munkája mellett olykor Budapesti Hangversenyzenekar dirigensei között találjuk. A 30-as években került kapcsolatban a hungarista mozgalommal, a nemzetiszocialista hatalomátvétel után, 1944. október 26-tól zeneügyi kormánybiztos és a Hungarista Mozgalom Hűségszékének tagja lett. „Hatáskörömbe tartozik az Operaház munkája, amit egyébként igazgatói minőségben is vezetek, a Zeneművészeti Főiskola, a Nemzeti Zenede és a többi zeneiskola, az összes zenekar és azoknak átszervezése, a Zeneszerzők Szövetkezete, az összes zenés színház, a Hangversenyrendező vállalatok, a Zeneműkiadók és természetesen a Rádió zenei műsorainak felügyelete.”  - nyilatkozta Sámy kinevezése után. Igazgatói működésére így emlékezett az akkor kilencéves balettnövendék, Erdélyi Hajnal:

„Az operai folyosókon gyakran végigcsörtetett egy fekete egyenruhás férfi a kíséretével, akinek az övén körben kézigránátok csörögtek és a mellkasán átfutó szalag teli volt rakva töltényekkel. Elcsodálkozva kérdeztem a mellette állót: „Miben akar ez így fellépni?” „Azt mondják, ő az új igazgató. Valamikor játszott egy picit a zenekari tuttiban.” Tán ettől volt olyan otthonos? Még a sapkáját se vette le, ha berobogtak, csörömpöltek a balett-terembe! Sámy Zoltánnak hívták ezt a bácsit.”

1944 végén a nyilas kormány után Sopronba távozott, ahol menekülés közben, autójában egy bomba ölte meg.

## Művei
- Vissza Matuzsálemhez (opera G. B. Shaw nyomán)
- A lenyugvó nap sugara (nagyzenekarra)
- Nyilas induló[3]
- Ébredj, magyar!
- Nóták, indulók